# 非洲裙魚屬
非洲裙魚屬為輻鰭魚綱脂鯉目脂鯉亞目鮭脂鯉科的其中一属。

## 下属物种
- 灰鰭非洲裙魚(Hemigrammopetersius barnardi)
- 美麗非洲裙魚(Hemigrammopetersius pulcher)

## 扩展阅读
維基物種上的相關：非洲裙魚屬